# Instytut Filologii Germańskiej Uniwersytetu Opolskiego
Instytut Filologii Germańskiej Uniwersytetu Opolskiego (IFG UO) – jednostka dydaktyczno-naukowa należąca do struktur Wydziału Filologicznego Uniwersytetu Opolskiego.
Dzieli się na 2 zakłady. Aktualnie zatrudnionych jest 16 pracowników naukowo-dydaktycznych, w tym 2 z tytułem naukowym doktora habilitowanego na stanowisku profesora nadzwyczajnego, 2 doktorów habilitowanych na stanowisku adiunkta, 8 doktorów będących adiunktami oraz 4 asystentów z tytułem magistra. Instytut prowadzi działalność dydaktyczną i badawczą związaną z językoznawstwem konfrontatywnym, dialektami niemieckimi, niemieckimi wyspami językowymi na obszarze Polski, literaturze niemiecko-śląskiej, literaturze niemieckiej XX wieku, prasie śląsko-niemieckiej oraz mediewistyce europejskiej. Instytut oferuje studia na kierunku filologia germańska oraz studia podyplomowe. Aktualnie na instytucie kształci się studentów w trybie dziennym i zaocznym. Siedzibą instytutu jest gmach położony przy placu Staszica 1 w Opolu.
W ramach Instytutu Filologii Germańskiej działa także biblioteka instytutowa. Stanowi ona największą w regionie bibliotekę, gromadzącą i udostępniającą księgozbiór niemieckojęzyczny o profilu naukowym. Zakres tematyczny zbiorów obejmuje literaturę niemiecką, austriacką i szwajcarską, dotyczącą historii i kultury tych krajów oraz publikacje z dziedziny literaturoznawstwa, teorii literatury, translatoryki, językoznawstwa i dydaktyki nauczania języka niemieckiego. Biblioteka specjalizuje się także w gromadzeniu książek dla badaczy literatury, języka, historii i kultury Śląska. Biblioteka oferuje czytelnikom księgozbiór liczący prawie 20 000 woluminów z możliwością wypożyczania. Zbiory udostępniane są także na miejscu w czytelni w wolnym dostępie do półek, na których zgromadzono ponad 1000 woluminów książek, kolekcję filmów z kinematografii niemieckiej, czasopisma naukowe z dziedziny językoznawstwa i literaturoznawstwa niemieckiego oraz popularne i opiniotwórcze tygodniki niemieckie Der Spiegel, Stern, Die Zeit.
Instytut Filologii Germańskiej Uniwersytetu Opolskiego powstał w 1990 roku na wniosek władz rektorskich byłej Wyższej Szkoły Pedagogicznej im. Powstańców Śląskich w Opolu, która na mocy ustawy z dnia 10 marca 1994 roku została przekształcona w Uniwersytet Opolski. Utworzenie Instytutu Filologii Germańskiej zbiegło się nieprzypadkowo ze zmianami politycznymi początku lat 90. XX wieku w Polsce i umożliwieniem nauki oraz nauczania języka niemieckiego na Opolszczyźnie. Było ono także wynikiem naturalnego rozwoju i poszerzania oferty edukacyjnej opolskiej Alma Mater, a także wyjściem naprzeciw potrzebom regionu historycznie zakorzenionego w trzech kręgach kulturowych – polskim, czeskim i niemieckim, określających jego specyfikę lokalną. Ta regionalna specyfika jest w znacznej mierze czynnikiem determinującym charakter działalności Instytutu, jego profilu dydaktycznego i naukowo-badawczego, jak i dynamiki rozwoju. Instytut początkowo afiliowany był przy Wydziale Filologiczno-Historycznym, a od reorganizacji struktur uniwersyteckich w 1996 przy Wydziale Filologicznym.

## Władze (2016–2020)
Dyrektor: dr hab. Maria Katarzyna Lasatowicz, prof. UO
Zastępca Dyrektora: dr hab. Felicja Księżyk

## Poczet dyrektorów
- 1990-1994: dr hab. Grażyna Szewczyk
- od 1994 r.: dr hab. Maria Katarzyna Lasatowicz, prof. UO

## Kierunki kształcenia
Instytut kształci studentów na kierunku filologia germańska w ramach studiów dziennych lub zaocznych na studiach pierwszego stopnia (licencjackich, 3-letnich). Do wyboru są następujące specjalizacje:
- translatoryka (tłumaczenia)
- język niemiecki w prawie i gospodarce
- język niemiecki w edukacji przedszkolnej i wczesnoszkolnej – nauczycielska
- filologia germańska – nauczycielska z rozszerzonym językiem angielskim

Absolwenci studiów pierwszego stopnia mogą kontynuować naukę w ramach studiów drugiego stopnia (magisterskich uzupełniających, 2-letnich). Do wyboru są następujące specjalizacje:
- profil językoznawczy z elementami translatoryki
- profil literaturoznawczy z elementami kulturoznawstwa
- specjalizacja nauczycielska

Instytut prowadzi również następujące studia podyplomowe:
- Kształcenie Translatoryczne
- Język niemiecki jako obcy i język mniejszości narodowej w nauczaniu mono- i bilingwalnym

## Struktura organizacyjna

### Zakład Języka Niemieckiego
Pracownicy:
- Kierownik: dr hab. Maria Katarzyna Lasatowicz, prof. UO
- dr hab. Felicja Księżyk
- dr Jarosław Bogacki
- dr Justyna Dolińska
- dr Małgorzata Jokiel
- dr Marek Sitek
- dr Mariola Majnusz-Stadnik
- dr Kornelia Kansy
- dr Daniela Pelka
- mgr Klaudia Gabryel
- mgr Sebastian Maślanka

### Zakład Historii Literatury i Kultury Niemiec XIX i XX wieku
Pracownicy:
- Kierownik: dr hab. Andrea Rudolph, prof. UO
- dr hab. Daniel Pietrek
- dr Gabriela Jelitto-Piechulik
- mgr Weronika Gałka
- mgr Sylwia Sawulska

### Biblioteka Instytutu Filologii Germańskiej UO
Pracownicy:
- Kierownik: mgr Maria Gębczak
- mgr Kornelia Kotula

Pracownicy Naukowo-Dydaktyczni IFG poza Zakładami
- prof. dr hab. Stanisław Prędota
- prof. dr hab. Irena Światłowska

## Działalność studencka, możliwości rozwoju, wyjazdów, stypendiów
Przy Instytucie Filologii Germańskiej UO działa Koło Naukowe Germanistów, gdzie studenci mogą rozwijać swoje zainteresowania poza seminariami, a także angażować się społecznie wykorzystując swą znajomość języka niemieckiego.
Studenci rozwijać mogą się także dzięki współpracy Instytutu z innymi ośrodkami naukowymi w kraju i za granicą. Spośród ośrodków zagranicznych, z którymi współpracuje IFG UO wyróżnić należy:
- Instytut Germanistyki Uniwersytetu w Würzburgu
- Instytut Germanistyki Uniwersytetu w Ratyzbonie
- Instytut Germanistyki przy Uniwersytecie w Poczdamie
- Instytut Germanistyki przy Freie Universität Berlin
- Instytut Germanistyki Uniwersytetu w Poitiers
- Instytut Germanistyki Uniwersytetu w Veszprémie
- Instytut Germanistyki Uniwersytetu im. Cyryla i Metodego w Trnawie
- Akademię Europejską Meklemburgii-Pomorza Przedniego w Waren
- Muzeum Alte Burg Penzlin.

W ramach współpracy z innymi ośrodkami germanistycznymi dochodzi do wymiany studentów i kadry naukowo-dydaktycznej. Studenci IFG odbywają regularnie semestralne studia germanistyczne w Niemczech w ramach stypendium DAAD i biorą udział w wakacyjnych kursach językowych na Uniwersytecie w Trewirze (połączonym z kursem dla nauczycieli języka niemieckiego) oraz w na Uniwersytecie w Ratyzbonie.

## Siedziba
Siedzibą instytutu jest gmach położony przy placu Staszica 1 w Opolu, który powstał w dwudziestoleciu międzywojennym, a został znacznie uszkodzony podczas II wojny światowej i odbudowany do 1948 roku. W tym samym roku swoją siedzibę znalazło w tym gmachu I Publiczne Liceum Ogólnokształcące im. Mikołaja Kopernika w Opolu. Od lat 60. XX wieku część pomieszczeń należało do Wyższej Szkoły Pedagogicznej w Opolu (szkoła ćwiczeń). Od 1975 roku budynek w całości należy do opolskiej uczelni.
Obecnie poza Instytutem Filologii Germańskiej w gmachu tym swoją siedzibę mają także: Instytut Psychologii UO, Międzywydziałowego Centrum Kształcenia i Doskonalenia Pedagogicznego, Studium Wychowania Fizycznego i Sportu oraz Studium Języków Obcych.

## Doktoraty honoris causa UO przyznane z inicjatywy instytutu
- 10 marca 2005: Hubert Orłowski